# Vescomtat de Besiers
El vescomtat de Besiers fou una jurisdicció feudal d'Occitània centrada a la ciutat de Besiers, creada el 881.
El comtat de Besiers estava vinculat a la Septimània i formava part dels honors del marquesos de Septimània. Degut a això, el paper del vescomte fou el de comte efectiu. El primer vescomte fou Reinard I, fill del hispanii Ilderic, que va rebre el nomenament de Carloman rei de França el 881. Va morir el 897 i va recaure en la seva filla Adelaida, casada amb Bosó vescomte d'Agde quedant ambdós vescomtats units. El fill d'ambdós, Teude, fou vescomte de Besiers i Agde. Va morir el 936 i el va succeir el seu fill Jonus, mort el 960, seguint-lo el seu fill Reinard II mort el 967. Casat amb Garsenda van tenir un fill anomenat Guillem I que es va casar dues vegades (amb Ermetrux i amb Arsenda) però només va tenir una filla Garsenda que va heretar al pare el 994. Garsenda es va casar amb Bernat d'Andusa amb el que va tenir a Bremond, que fou senyor d'Andusa; d'un segon matrimoni amb Ramon I comte de part de Carcassona (conegut com a Ramon I de Comenge i mort el 1010) va tenir a Pere i Guillem que foren ambdós co-comtes de Carcassona. Pere I (II de Carcassona) es va quedar amb Besiers i Agde i algunes terres a Carcassona i es va casar amb Ramgarda de la Marca. Pere va morir el 1059 i el va succeir el seu fill Roger I que va morir el 1066 o 1067 i va passar al seu nebot Ramon II (fill de Guillem). La línia de Guillem de Carcassona i Rasès, incrementada amb Besiers i Agde, es va extingir el 1068 i l'herència va recaure en les germanes de Roger II, Ermengarda, Garsenda i Adelaida que van vendre els seus drets a Ramon Berenguer I de Barcelona, casat amb Almodis, germana de Ramgarda de la Marca, cap al 1069, conservant Ermengarda (casada amb Ramon Bernat I Trencavell els vescomtats de Besiers i Agde i el comte barcelonès els va retornar en feu el Carcassonès i Rasès. El 1082 Bernat Ató, fill d'Ermengarda, va al·legar els drets de la seva mare i va desconèixer la sobirania de Barcelona (vegeu comtat de Carcassona). La dinastia Trencavell va governar Besiers i Agde i els comtats de Carcassona i Rasès però només com a vescomtes, i Barcelona no va aconseguir imposar la seva sobirania feudal fins al 1157. El 1209 els vescomtats foren ocupats per Simó de Montfort. El 1224 i fins al 1227 foren reconquerits per Ramon Trencavell III, però en fou expulsat i el 1240 va aconseguir altre cop un domini parcial, fins al 1247 en què va cedir els seus drets al rei de França.

## Llista de vescomtes de Besiers
- Reinard I 881-897
- Adelaida (filla) 897-?
- Bosó (espòs) 897-?
- Teude (fill) ?-936
- Jonus (fill) 936-960
- Reinard II (fill) 960-967
- Guillem I (fill) 967-994
- Garsenda (filla) 994-1034
- Guillem de Carcassona (fill) 1034
- Pere I (II de Carcassona) 1034-1059
- Roger I (III de Carcassona) 1059-1067
- Ramon I (II de Carcassona) (fill de Guillem) 1067-1068
- Garsenda, Adelaida, Ermengarda, comtesses de Carcassona i Rasès 1068-1069
- Ermengarda (a Besiers i Agde) 1069-1101
- Bernat Ató I (fill) 1082-1129 (vescomte de Carcassona, Rasès, Agde, Albi i Nimes)
- Ramon Trencavell I 1129-1150
- Roger II (IV de Carcassona) 1150-1167
- Ramon Trencavell II (fill, associat) 1167-?
- Roger III (II de Carcassona) (fill) 1167-1194
- Ramon Roger I (germà) 1194-1209
- Simó de Montfort 1209-1218
- Amalric de Montfort 1218-1224
- Ramon Trencavell III 1224-1227
- A França 1227-1240
- Ramon Trencavell III 1240-1247
- cedit a la corona francesa 1247